# Adolphe Delhaize
Pour les articles homonymes, voir Delhaize (homonymie).
Adolphe Frédéric Delhaize, né à Ransart le 18 août 1840 et mort à Bousval le 9 octobre 1899 est un entrepreneur belge.
Il s'associa un temps avec ses frères pour créer Delhaize le Lion avant de quitter l'entreprise pour créer sa propre société « Adolphe Delhaize et Cie ».

## Biographie
Delhaize est le septième d'une fratrie de 11 enfants.
En 1866, le 28 novembre, il se marie à Adolphine Stainier avec qui il aura 6 enfants (Joséphine, Jules, Juliette, Fernand, Berthe et Maurice).
Il inaugure également son premier magasin sous l'enseigne Bon Marché.
En 1871, Il participe, avec ses frères Jules et Édouard et son beau-frère Jules Vieujant, à l'expansion de l'entreprise Delhaize Frères et Cie.
Il préside à la tenue du magasin central.
En 1874 Adolphe Delhaize quitte l'entreprise pour créer sa propre société « Adolphe Delhaize et Cie »,.
Les succursales sont alors réparties entre les 2 sociétés et une clause de non concurrence est établie pour que les 2 entreprises n'ouvrent pas de nouveau magasin à moins de 500 mètres l'un de l'autre.
L'entreprise grandit rapidement avec des Succursales à Châtelet, Huy, Namur, Seraing et Liège où il place des membres de sa belle famille.
À la fin de sa vie, Adolphe Delhaize et Cie comptait près de 500 implantations.